# Ignazio Prota
Ignazio Prota (15. září 1690 Neapol – leden 1748) byl italský hudební skladatel.

## Život
Hudební základy získal od svého strýce Filippo Prota, kněze a kapelníka v kostele San Giorgio Maggiore. Studoval na neapolské konzervatoři Conservatorio di Santa Maria di Loreto. Jeho učitelem byl Gaetano Veneziano.
Jako operní skladatel debutoval v roce 1720 v Teatro Bartolomeo operou Tito Manlio, kterou napsal společně s Carlo Francescem Pollarolem. První samostatná opera, La finta fattucchiera, byla uvedena o rok později v Teatro de'Fiorentini. V roce 1722 byl jmenován učitelem na Conservatorio di Sant'Onofrio Porta Capuana, kde působil až do své smrti . Mezi jeho studenty byli skladatelé Gaetano Latilla, Gennaro Manna, Matteo Capranica a Niccolò Jommelli.
Protovy opery jsou psány v barokním stylu, ale flétnové koncerty mají již zcela klasický formát tří vět a dvou kontrastních témat.
Jeho syn Tommasso Prota (1727- 1768) a vnuk Gabriele Prota (1755-1843) byli rovněž hudebními skladateli.

## Opery
- Tito Manlio (spolupráce Carlo Francesco Pollarolo, 1720, Neapol, Teatro Bartolomeo)
- La finta fattucchiera (opera buffa, libreto Angelo Birini, 1721 Neapol, Teatro de' Fiorentini)
- La vedova ingegnosa (intermezzo, libreto Tommaso Mariani, 1735 Neapol, Teatro Bartolomeo)
- La camilla (opera buffa, libreto Antonio Palomba, 1737, Neapol, Teatro Nuovo)